# FC Feronikeli 74
FC Feronikeli 74 (alb. Klubi Futbollistik Feronikeli 74, serb. cyr. Фудбалски клуб Фероникели 74) – kosowski klub piłkarski, mający siedzibę w mieście Glogovac. W sezonie 2025/2026 występuje w Liga e Parë.

## Historia
Chronologia nazw:
- 1974: KF Feronikeli Glogovac
- 20 sierpnia 2022: FC Feronikeli 74

Klub piłkarski KF Feronikeli został założony w miejscowości Glogovac w roku 1974. Jest ściśle związany z NewCo Ferronikeli, kompleksu górniczego i hutniczego, którego zakład został otwarty w pobliżu w 1984 roku. W sezonie 2011/12 zespół zajął pierwsze miejsce w Liga e Parë i awansował do Superligi. 
W sezonach 2014/15, 2015/16 i 2018/19 klub wygrał Superligę, w sezonach 2013/14, 2014/15 i 2018/19 Puchar Kosowa, a w sezonach 2014/15 i 2018/19 Superpuchar (stan na 5 października 2024).
20 sierpnia 2022 roku nazwa klubu została zmieniona na FC Feronikeli 74.

## Sukcesy
- Superliga e Kosovës (3×): 2014/2015, 2015/2016, 2018/2019
- Puchar Kosowa (3×): 2013/2014, 2014/2015, 2018/2019
- Superpuchar Kosowa (2×): 2014/2015, 2018/2019

## Stadion
Klub rozgrywa swoje mecze domowe na stadionie Rexhep Rexhepi w Glogovacu, który może pomieścić 5000 widzów.

## Piłkarze

### Obecny skład
Stan na 20 grudnia 2023
| Nr | Poz. | Piłkarz                     |
| -- | ---- | --------------------------- |
| 1  | BR   | Mickaël Meira               |
| 2  | OB   | Granit Musa                 |
| 3  | OB   | Armend Halili               |
| 4  | OB   | Adnan Haxhaj                |
| 5  | OB   | Lapidar Lladrovci (kapitan) |
| 6  | PO   | Met Millaku                 |
| 7  | NA   | Adem Maliqi                 |
| 8  | OB   | Ahmet Haliti                |
| 9  | NA   | Abdoul Zoungrana            |
| 10 | PO   | Ibrahim Cervadiku           |
| 11 | NA   | Fiton Hajdari               |
| 12 | BR   | Amrush Bujupi               |
| 13 | OB   | Leonit Gashi                |
| 14 | PO   | Agron Bruqi                 |

| Nr | Poz. | Piłkarz         |
| -- | ---- | --------------- |
| 15 | OB   | Rinor Brahimi   |
| 17 | NA   | Alban Shillova  |
| 18 | NA   | Shpresim Zogu   |
| 19 | NA   | Jakup Berisha   |
| 20 | PO   | Behar Maliqi    |
| 23 | PO   | Alban Shabani   |
| 24 | PO   | Robert Rrahmani |
| 34 | OB   | Arlind Krasniqi |
| 44 | OB   | Tun Bardhoku    |
| 77 | NA   | Ilirid Ademi    |
| 80 | PO   | Florent Avdyli  |
| 88 | PO   | Endrit Morina   |
| 97 | BR   | Valart Elshani  |
| 99 | OB   | Arlind Aliti    |

## Europejskie puchary
Legenda do wszystkich tabel:
- Q – runda eliminacyjna, 1/16, 1/8, 1/4, 1/2 – odpowiednia faza rozgrywek, Grupa – runda grupowa, 1r gr – pierwsza runda grupowa, 2r gr – druga runda grupowa, F – finał, R – runda, PO – play-off
- k. – rzuty karne, los. – losowanie, Dogr. – dogrywka, w. – zasada bramek strzelonych na wyjeździe

| Sezon   | Rozgrywki     | Runda | Klub              | Dom     | Wyjazd  | Ogólnie |
| ------- | ------------- | ----- | ----------------- | ------- | ------- | ------- |
| 2019/20 | Liga Mistrzów | PQ    | Lincoln Red Imps  | 1–0 (N) | 1–0 (N) | 1–0 (N) |
| 2019/20 | Liga Mistrzów | PQ    | FC Santa Coloma   | 2–1 (N) | 2–1 (N) | 2–1 (N) |
| 2019/20 | Liga Mistrzów | 1Q    | The New Saints    | 0–1     | 2–2     | 2–3     |
| 2019/20 | Liga Europy   | 2Q    | Slovan Bratysława | 0–2     | 1–2     | 1–4     |